# Tractat de Viterbo
Tractat signat el 27 de maig del 1267 a la ciutat de Viterbo entre Carles I d'Anjou, Balduí II de Constantinoble i Guillem II d'Acaia, per tal de restituir l'Imperi Llatí.

## Antecedents

### Imperi Llatí
El 1202, durant la Quarta Croada, l'emperador romà d'Orient derrocat Isaac II Àngel havia demanat ajut als croats per tal de recuperar el seu tron. Els croats es desviaren del seu destí original, Egipte, per atacar Constantinoble i restaurar a l'emperador derrocat. El 1202 l'emperador Isaac II Àngel fou restaurat en el tron i succeït pel seu fill Aleix IV Àngel. Però poc després fou destronat i assassinat. Els croats assetjaren novament Constantinoble i acabaren conquerint l'Imperi Romà d'Orient. Aleshores fundaren l'Imperi Llatí i d'altres Estats croats en les terres que abans havien estat de l'Imperi Romà d'Orient.
El 1260 però, l'Imperi de Nicea, un dels estats rebels al nou Imperi Llatí i que reclamaven ser els successors de l'Imperi Romà d'Orient, aconseguí finalment reconquerir Constantinoble, derrocar tot seguit l'Imperi Llatí i declarar restaurat l'Imperi Romà d'Orient. Balduí II de Constantinoble, l'emperador llatí derrocat, fugí a Itàlia per demanar ajut als occidentals, endegar una croada contra l'Imperi Romà d'Orient i reconquerir l'Imperi Llatí.
Durant un temps Balduí II de Constantinoble esperà l'ajut de Manfred de Sicília, perquè aquest mantenia un enfrontament amb el papat i endegar una croada per acabar amb el gran cisma d'Orient podria ser un camí per cercar la reconciliació. Però el 1266 Manfred de Sicília fou derrotat i expulsat del Regne de Sicília per Carles I d'Anjou, qui actuava en nom del papa Climent IV. La derrota i expulsió de Manfred de Sicília descoratjà Balduí II de Constantinoble, que veia frustrats els seus plans per recuperar el tron. Balduí II de Constantinoble es traslladà a la residència papal de Viterbo el 1267. Allà, el papa Climent IV el reconcilià amb Carles I d'Anjou, el nou rei de Sicília.

### El Principat de d'Acaia
Per la seva part, Guillem II d'Acaia, el príncep d'Acaia, era el vassall més poderós del derrocat emperador Balduí II de Constantinoble. Però la seva derrota per la Senyoria de Negrepont contra els venecians i la nova derrota contra els romans d'Orient en la batalla de Pelagònia havien exhaurit els recursos del Principat d'Acaia.
L'aliança entre Balduí II de Constantinoble i Carles I d'Anjou podia suposar un nou ajut per defensar el seu principat contra els atacs dels romans d'Orient i dels venecians. Per tant, envià el seu conseller Leonardo de Veruli a Viterbo per tal de negociar un tractat a tres bandes entre Balduí II de Constantinoble, Carles I d'Anjou i Guillem II d'Acaia.

## Tractat
A canvi de l'ajut a Balduí II de Constantinoble per tal de recuperar el seu tron, Carles I d'Anjou demanà primerament el Principat d'Acaia; per tant, Guillem II d'Acaia havia de cedir el seu principat, que li seria retornat en feu de per vida. Per tal de segellar el pacte entre les dues famílies, la filla major de Guillem II d'Acaia, Isabel I d'Acaia, trencava el seu prometatge amb el jove Andrònic II Paleòleg i es comprometia amb Felip d'Anjou-Nàpols, un dels fills de Carles I d'Anjou. Una de les clàusules del tractat però, indicava que si la parella moria sense fills, el Principat d'Acaia seria revertit al mateix Carles I d'Anjou i quedaria Isabel totalment desheretada. Malgrat les reticències de Guillem II d'Acaia, aquest finalment acceptà i confirmà la seva part del tractat el 24 de maig del 1267.
Per la seva part, Balduí II de Constantinoble havia de cedir, algunes ciutats d'Albània, l'illa Corfú i algunes de les illes de l'Egeu, a excepció d'aquelles que estaven sota la jurisdicció de la República de Gènova.
Finalment, Carles I d'Anjou es comprometia a llevar i mantenir durant un any un exèrcit de 2.000 cavallers i a reconquerir Constantinoble. Per tal de segellar el pacte entre les dues famílies, Felip de Courtenay, fill de Balduí II de Constantinoble, es comprometia a casar-se amb Beatriu d'Anjou-Nàpols, la segona filla de Carles I d'Anjou. De la mateixa manera que en el cas de Guillem II d'Acaia, si la parella no tenia fills, el drets successoris a l'Imperi Llatí serien revertits al mateix Carles I d'Anjou. Balduí II de Constantinoble accedí i el tractat fou segellat finalment el 27 de maig del 1267.

## Conseqüències
L'únic beneficiari real del tractat fou Carles I d'Anjou. La campanya militar s'anà dilatant en el temps degut a la preparació de la vuitena croada, que finalment s'inicià el 1270. Balduí II de Constantinoble morí el 1273, i les mesures diplomàtiques de l'emperador romà d'Orient Miquel VIII Paleòleg aconseguiren retardar encara més qualsevol temptativa militar. Finalment, el 1282, la flota que havia de transportar l'exèrcit invasor fou incendiada al port de Messina durant la rebel·lió de les vespres sicilianes, i qualsevol projecte de temptativa fou anul·lat per la llarga guerra de Sicília (1296-1302) que enfrontà la Corona d'Aragó i Carles I de Nàpols. Així, l'únic efecte pràctic fou que el Principat d'Acaia va caure en l'òrbita de poder de la primera dinastia Capet d'Anjou-Sicília, que suposà la implicació dels Anjou en els Estats croats de Grècia durant més d'un segle, fins al 1387.